# アイランド (スリランカ)
『ジ・アイランド』(The Island) は、スリランカで日刊紙として発行されている英字新聞。発行しているのは、ウパリ・ニュースペーパーズである。『ディワイナ (Divaina)』の姉妹紙である『アイランド』は、1981年に創刊された。その日曜版にあたる『サンデー・アイランド (Sunday Island)』は、1991年から発行されるようになった。2009年時点で、日刊紙の『アイランド』は 70,000部、日曜版の『サンデー・アイランド』は 103,000 部が発行されていた。同紙の創設者は、ウパリ・ウィジェワルデネである。また同紙の政治的立場は、スリランカ自由党を支持している。
『アイランド』は、アジア・ニュース・ネットワークの会員社である。